# 高倉永政
高倉 永政（たかくら ながまさ、1933年（昭和8年）3月7日 - ）は、日本の医師。高倉家の第24代当主。父は高倉永輝。京都府京都市左京区出身。

## 生涯
京都府京都市左京区生まれ。子爵・高倉永輝の長男として生まれる。母は黒田長成の次女である良子。学習院幼稚園時代は明仁上皇の御学友のひとりとされていた。
1975年（昭和50年）に父の永輝が亡くなり、家督を相続し、高倉家の当主となる。私生活では羽成四朗の長女である須美子と結婚し、2男2女を儲けた。また医師としても活動しており、高倉胃腸科外科医院の院長を務めている。

## 系譜
- 父親：高倉永輝
- 母親：黒田良子（黒田長成の次女）
- 妻：羽成須美子
  - 長女：高倉曉子
  - 長男：高倉永佳（実践女子大学名誉教授）
  - 次女：高倉文子
  - 次男：高倉永智